# Kembaran (Kalikajar)
Kembaran is een bestuurslaag in het regentschap Wonosobo van de provincie Midden-Java, Indonesië. Kembaran telt 4244 inwoners (volkstelling 2010).